# Cawker City (Kansas)
Cawker City es una ciudad ubicada en el condado de Mitchell en el estado estadounidense de Kansas. En el año 2010 tenía una población de 469 habitantes y una densidad poblacional de 180,38 personas por km².

## Geografía
Cawker City se encuentra ubicada en las coordenadas 39°30′32″N 98°26′2″O / 39.50889, -98.43389 (39.508835, -98.433842).

## Demografía
Según la Oficina del Censo en 2000 los ingresos medios por hogar en la localidad eran de $24,833 y los ingresos medios por familia eran $30,769. Los hombres tenían unos ingresos medios de $25,893 frente a los $17,813 para las mujeres. La renta per cápita para la localidad era de $13,693. Alrededor del 11.6% de la población estaban por debajo del umbral de pobreza.